# Генрі Гувенаерс
Генрі Гувенаерс (1 серпня 1902 — 12 листопада 1958) — бельгійський велогонщик.
Срібний призер Олімпійських Ігор 1924 (роздільна індивідуальна гонка), 1924 (роздільна командна гонка) років, бронзовий призер 1924 року в командній гонці переслідування.
Чемпіон світу з велоперегонів на шосе 1925 року в аматорській груповій шосейній гонці.